# 惠特克斯 (北卡羅來納州)
惠特克斯（英語：Whitakers）是一個位於美國北卡羅萊納州厄齊康縣及納什縣的城鎮。

## 人口
根據2020年美國人口普查的數據，惠特克斯的面積為2.15平方千米，皆為陸地。當地共有人口627人，而人口密度為每平方千米292人。